# Hockey World League 2012-13 (vrouwen), halve finale
De halve finale van de Hockey World League 2012-13 (vrouwen) werd gehouden in juni 2013. De zestien deelnemende landen streden in twee toernooien om zeven plaatsen in de finale van de Hockey World League en om zes, mogelijk zeven, plaatsen op het wereldkampioenschap van 2014. Als gastland was Argentinië reeds geplaatst voor de finale van de Hockey World League en Nederland voor het wereldkampioenschap.

## Kwalificatie
De acht landen die op de wereldranglijst van januari 2012 op de posities 1 tot en met 8 stonden, waren direct voor de halve finale gekwalificeerd.  Acht landen kwalificeerden zich via de tweede ronde.
| Data                       | Evenement                                | Locatie                                  | Quota | Gekwalificeerd                                                                   |
| -------------------------- | ---------------------------------------- | ---------------------------------------- | ----- | -------------------------------------------------------------------------------- |
|                            | Nummer 1 t/m 8 op de FIH-wereldranglijst | Nummer 1 t/m 8 op de FIH-wereldranglijst | 8     | Argentinië Nederland Duitsland China Engeland Australië Nieuw-Zeeland Zuid-Korea |
| 21–27 januari 2013         | Hockey World League, ronde 2             | Zuid-Afrika, Kaapstad                    | 2     | Zuid-Afrika België                                                               |
| 18–24 februari 2013        | Hockey World League, ronde 2             | Indonesië, New Delhi                     | 2     | India Japan                                                                      |
| 25 februari – 3 maart 2013 | Hockey World League, ronde 2             | Spanje, Valencia                         | 2     | Italië Spanje                                                                    |
| 4–10 maart 2013            | Hockey World League, ronde 2             | Brazilië, Rio de Janeiro                 | 2     | Verenigde Staten Chili                                                           |
| Total                      | Total                                    | Total                                    | 16    |                                                                                  |

## Indeling
De zestien geplaatste landen worden verdeeld in twee groepen, op basis van hun sterkte volgens de actuele wereldranglijst. In groep A streden de landen 1, 4, 5, 8, 9, 12, 13 en 16, in groep B de landen 2, 3, 6, 7, 10, 11, 14 en 15. Land 1 is het land met de hoogste notering op de wereldranglijst, land 2 is het land met de op een na hoogste notering op de wereldranglijst, enz. Indien beide gastlanden Nederland en Argentinië in dezelfde groep zouden komen, verwisselde het laagst geklasseerde gastland met het tegenoverliggende land van groep; land 15 zou met land 16 verwisselen, land 13 met land 14, enz.

## Rotterdam
In Rotterdam, Nederland, werd van 13 tot en met 22 juni 2013 gespeeld. De drie beste landen plaatsten zich voor de finale. Het land dat als vierde eindigde was ook geplaatst tenzij in het andere toernooi Argentinië niet bij de eerste vier zou eindigen en het land dat daar als vierde eindigde hoger op de wereldranglijst zou staan.

### Groepsfase

#### Groep A
| Team       | Pld | W | D | L | GF | GA | GD  | Pts |
| ---------- | --- | - | - | - | -- | -- | --- | --- |
| Nederland  | 3   | 2 | 1 | 0 | 13 | 1  | +12 | 7   |
| Zuid-Korea | 3   | 2 | 0 | 1 | 6  | 6  | 0   | 6   |
| Japan      | 3   | 1 | 1 | 1 | 10 | 5  | +5  | 4   |
| Chili      | 3   | 0 | 0 | 3 | 1  | 18 | −17 | 0   |

| 13 juni 2013 13:30 |         |       |                                                                          |
| Zuid-Korea         | 2 – 1   | Chili | Rotterdam Scheidsrechters: Elena Eskina (RUS) Lynn Cowie-McAlister (AUS) |
|                    | verslag |       | Rotterdam Scheidsrechters: Elena Eskina (RUS) Lynn Cowie-McAlister (AUS) |

| 13 juni 2013 18:00 |         |       |                                                                       |
| Nederland          | 1 – 1   | Japan | Rotterdam Scheidsrechters: Michelle Joubert (RSA) Karen Bennett (NZL) |
|                    | verslag |       | Rotterdam Scheidsrechters: Michelle Joubert (RSA) Karen Bennett (NZL) |

| 14 juni 2013 18:00 |         |       |                                                                    |
| Japan              | 6 – 0   | Chili | Rotterdam Scheidsrechters: Claire Adenot (FRA) Karen Bennett (NZL) |
|                    | verslag |       | Rotterdam Scheidsrechters: Claire Adenot (FRA) Karen Bennett (NZL) |

| 14 juni 2013 20:00 |         |           |                                                                          |
| Zuid-Korea         | 0 – 2   | Nederland | Rotterdam Scheidsrechters: Carolina de la Fuente (ARG) Amy Hassick (USA) |
|                    | verslag |           | Rotterdam Scheidsrechters: Carolina de la Fuente (ARG) Amy Hassick (USA) |

| 16 juni 2013 9:30 |         |            |                                                                   |
| Japan             | 3 – 4   | Zuid-Korea | Rotterdam Scheidsrechters: Elena Eskina (RUS) Karen Bennett (NZL) |
|                   | verslag |            | Rotterdam Scheidsrechters: Elena Eskina (RUS) Karen Bennett (NZL) |

| 16 juni 2013 16:30 |         |       |                                                               |
| Nederland          | 10 – 0  | Chili | Rotterdam Scheidsrechters: Claire Adenot (FRA) Miao Lin (CHN) |
|                    | verslag |       | Rotterdam Scheidsrechters: Claire Adenot (FRA) Miao Lin (CHN) |

#### Groep B
| Team          | Pld | W | D | L | GF | GA | GD  | Pts |
| ------------- | --- | - | - | - | -- | -- | --- | --- |
| Duitsland     | 3   | 3 | 0 | 0 | 13 | 3  | +10 | 9   |
| Nieuw-Zeeland | 3   | 2 | 0 | 1 | 13 | 5  | +8  | 6   |
| België        | 3   | 0 | 1 | 2 | 3  | 8  | −5  | 1   |
| India         | 3   | 0 | 1 | 2 | 2  | 15 | −13 | 1   |

| 13 juni 2013 09:30 |         |       |                                                                            |
| Nieuw-Zeeland      | 7 – 0   | India | Rotterdam Scheidsrechters: Carolina de la Fuente (ARG) Claire Adenot (FRA) |
|                    | verslag |       | Rotterdam Scheidsrechters: Carolina de la Fuente (ARG) Claire Adenot (FRA) |

| 13 juni 2013 13:30 |         |        |                                                                        |
| Duitsland          | 1 – 1   | België | Rotterdam Scheidsrechters: Stella Bartlema (NED) Maricel Sánchez (ARG) |
|                    | verslag |        | Rotterdam Scheidsrechters: Stella Bartlema (NED) Maricel Sánchez (ARG) |

| 14 juni 2013 13:30 |         |       |                                                                      |
| België             | 1 – 1   | India | Rotterdam Scheidsrechters: Miao Lin (CHN) Lynn Cowie-McAlister (AUS) |
|                    | verslag |       | Rotterdam Scheidsrechters: Miao Lin (CHN) Lynn Cowie-McAlister (AUS) |

| 14 juni 2013 15:30 |         |               |                                                                      |
| Duitsland          | 3 – 2   | Nieuw-Zeeland | Rotterdam Scheidsrechters: Michelle Joubert (RSA) Elena Eskina (RUS) |
|                    | verslag |               | Rotterdam Scheidsrechters: Michelle Joubert (RSA) Elena Eskina (RUS) |

| 16 juni 2013 11:30 |         |           |                                                                    |
| India              | 1 – 7   | Duitsland | Rotterdam Scheidsrechters: Amy Hassick (USA) Maricel Sánchez (ARG) |
|                    | verslag |           | Rotterdam Scheidsrechters: Amy Hassick (USA) Maricel Sánchez (ARG) |

| 16 juni 2013 14:00 |         |        |                                                                             |
| Nieuw-Zeeland      | 4 – 2   | België | Rotterdam Scheidsrechters: Stella Bartlema (NED) Lynn Cowie-McAlister (AUS) |
|                    | verslag |        | Rotterdam Scheidsrechters: Stella Bartlema (NED) Lynn Cowie-McAlister (AUS) |

### Kwartfinales
| 18 juni 2013 12:30 |       |       |                                                                               |
| Nieuw-Zeeland      | 3 – 1 | Japan | Rotterdam Scheidsrechters: Michelle Joubert (RSA) Carolina de la Fuente (ARG) |
|                    |       |       | Rotterdam Scheidsrechters: Michelle Joubert (RSA) Carolina de la Fuente (ARG) |

| 18 juni 2013 14:30 |       |       |                                                                    |
| Duitsland          | 2 – 0 | Chili | Rotterdam Scheidsrechters: Stella Bartlema (NED) Amy Hassick (USA) |
|                    |       |       | Rotterdam Scheidsrechters: Stella Bartlema (NED) Amy Hassick (USA) |

| 18 juni 2013 17:00 |       |        |                                                              |
| Zuid-Korea         | 2 – 1 | België | Rotterdam Scheidsrechters: Miao Lin (CHN) Elena Eskina (RUS) |
|                    |       |        | Rotterdam Scheidsrechters: Miao Lin (CHN) Elena Eskina (RUS) |

| 18 juni 2013 20:00 |       |       |                                                                      |
| Nederland          | 8 – 1 | India | Rotterdam Scheidsrechters: Maricel Sánchez (ARG) Claire Adenot (FRA) |
|                    |       |       | Rotterdam Scheidsrechters: Maricel Sánchez (ARG) Claire Adenot (FRA) |

### Om de plaatsen 5 t/m 8
| 20 juni 2013 12:30 |       |           |                                                               |
| India              | 0 – 4 | Duitsland | Rotterdam Scheidsrechters: Miao Lin (CHN) Karen Bennett (NZL) |
|                    |       |           | Rotterdam Scheidsrechters: Miao Lin (CHN) Karen Bennett (NZL) |

| 20 juni 2013 20:00 |       |       |                                                                         |
| België             | 4 – 2 | Chili | Rotterdam Scheidsrechters: Amy Hassick (USA) Lynn Cowie-McAlister (AUS) |
|                    |       |       | Rotterdam Scheidsrechters: Amy Hassick (USA) Lynn Cowie-McAlister (AUS) |

### Halve finales
| 20 juni 2013 17:00 |       |           |                                                                           |
| Zuid-Korea         | 2 – 3 | Duitsland | Rotterdam Scheidsrechters: Carolina de la Fuente (ARG) Elena Eskina (RUS) |
|                    |       |           | Rotterdam Scheidsrechters: Carolina de la Fuente (ARG) Elena Eskina (RUS) |

| 20 juni 2013 20:00 |       |               |                                                                       |
| Nederland          | 5 – 2 | Nieuw-Zeeland | Rotterdam Scheidsrechters: Michelle Joubert (RSA) Claire Adenot (FRA) |
|                    |       |               | Rotterdam Scheidsrechters: Michelle Joubert (RSA) Claire Adenot (FRA) |

### Om plaats 7/8
| 22 juni 2013 9:30 |       |       |                                                                      |
| India             | 2 – 1 | Chili | Rotterdam Scheidsrechters: Karen Bennett (NZL) Maricel Sánchez (ARG) |
|                   |       |       | Rotterdam Scheidsrechters: Karen Bennett (NZL) Maricel Sánchez (ARG) |

### Om plaats 5/6
| 22 juni 2013 14:00 |       |        |                                                                    |
| Japan              | 3 – 1 | België | Rotterdam Scheidsrechters: Stella Bartlema (NED) Amy Hassick (USA) |
|                    |       |        | Rotterdam Scheidsrechters: Stella Bartlema (NED) Amy Hassick (USA) |

### Om plaats 3/4
| 22 juni 2013 14:00 |                        |            |                                                               |
| Nieuw-Zeeland      | 3 – 3 2–3 na shootouts | Zuid-Korea | Rotterdam Scheidsrechters: Claire Adenot (FRA) Miao Lin (CHN) |
|                    |                        |            | Rotterdam Scheidsrechters: Claire Adenot (FRA) Miao Lin (CHN) |

### Finale
| 22 juni 2013 16:30 |                        |           |                                                                               |
| Nederland          | 1 – 1 3–4 na shootouts | Duitsland | Rotterdam Scheidsrechters: Michelle Joubert (RSA) Carolina de la Fuente (ARG) |
|                    |                        |           | Rotterdam Scheidsrechters: Michelle Joubert (RSA) Carolina de la Fuente (ARG) |

## Londen
In Londen, Engeland, werd van 22 tot en met 30 juni 2013 gespeeld. De drie beste landen naast Argentinië plaatsten zich voor de finale.
De drie beste landen plaatsten zich voor de finale. Het land dat als vierde eindigde was ook geplaatst tenzij Argentinië niet bij de eerste vier zou eindigen en het land dat in het andere toernooi (Rotterdam) als vierde was geëindigd hoger op de wereldranglijst zou staan.

### Groepsfase

#### Groep A
| Team             | AW | G | G | V | DV | DT | DS | Pnt |
| ---------------- | -- | - | - | - | -- | -- | -- | --- |
| Argentinië       | 3  | 3 | 0 | 0 | 8  | 2  | +6 | 9   |
| China            | 3  | 2 | 0 | 1 | 6  | 5  | +1 | 6   |
| Italië           | 3  | 1 | 0 | 2 | 3  | 7  | -4 | 3   |
| Verenigde Staten | 3  | 0 | 0 | 3 | 2  | 5  | -3 | 0   |

| 22 juni 2013 11:30 |       |        |        |
| China              | 2 – 1 | Italië | Londen |
|                    |       |        | Londen |

| 22 juni 2013 14:00 |       |                  |        |
| Argentinië         | 1 – 0 | Verenigde Staten | Londen |
|                    |       |                  | Londen |

| 23 juni 2013 12:00 |       |        |        |
| Verenigde Staten   | 1 – 2 | Italië | Londen |
|                    |       |        | Londen |

| 23 juni 2013 14:30 |       |            |        |
| China              | 2 – 3 | Argentinië | Londen |
|                    |       |            | Londen |

| 25 juni 2013 12:00 |       |       |        |
| Verenigde Staten   | 1 – 2 | China | Londen |
|                    |       |       | Londen |

| 25 juni 2013 15:00 |       |        |        |
| Argentinië         | 4 – 0 | Italië | Londen |
|                    |       |        | Londen |

#### Groep B
| Team        | AW | G | G | V | DV | DT | DS | Pnt |
| ----------- | -- | - | - | - | -- | -- | -- | --- |
| Australië   | 3  | 2 | 1 | 0 | 7  | 1  | +6 | 7   |
| Engeland    | 3  | 1 | 2 | 0 | 6  | 3  | +3 | 5   |
| Spanje      | 3  | 0 | 2 | 1 | 3  | 8  | -5 | 2   |
| Zuid-Afrika | 3  | 0 | 1 | 2 | 3  | 7  | -4 | 1   |

| 22 juni 2013 16:30 |       |        |        |
| Australië          | 5 – 0 | Spanje | Londen |
|                    |       |        | Londen |

| 22 juni 2013 19:00 |       |             |        |
| Engeland           | 4 – 1 | Zuid-Afrika | Londen |
|                    |       |             | Londen |

| 23 juni 2013 17:00 |       |          |        |
| Australië          | 1 – 1 | Engeland | Londen |
|                    |       |          | Londen |

| 23 juni 2013 19:30 |       |        |        |
| Zuid-Afrika        | 2 – 2 | Spanje | Londen |
|                    |       |        | Londen |

| 25 juni 2013 17:30 |       |           |        |
| Zuid-Afrika        | 0 – 1 | Australië | Londen |
|                    |       |           | Londen |

| 25 juni 2013 20:00 |       |        |        |
| Engeland           | 1 – 1 | Spanje | Londen |
|                    |       |        | Londen |

### Kwartfinales
| 27 juni 2013 12:30 |       |             |        |
| Argentinië         | 3 – 1 | Zuid-Afrika | Londen |
|                    |       |             | Londen |

| 27 juni 2013 15:00 |       |                  |        |
| Australië          | 4 – 1 | Verenigde Staten | Londen |
|                    |       |                  | Londen |

| 27 juni 2013 17:30 |       |        |        |
| China              | 3 – 0 | Spanje | Londen |
|                    |       |        | Londen |

| 27 juni 2013 15:00 |       |        |        |
| Engeland           | 3 – 2 | Italië | Londen |
|                    |       |        | Londen |

### Om de plaatsen 5 t/m 8
| 29 juni 2013 10:00 |                        |        |        |
| Zuid-Afrika        | 1 – 1 1–3 na shootouts | Italië | Londen |
|                    |                        |        | Londen |

| 29 juni 2013 12:30 |       |                  |        |
| Spanje             | 1 – 3 | Verenigde Staten | Londen |
|                    |       |                  | Londen |

### Halve finales
| 29 juni 2013 15:00 |       |           |        |
| China              | 1 – 4 | Australië | Londen |
|                    |       |           | Londen |

| 29 juni 2013 17:30 |       |          |        |
| Argentinië         | 2 – 4 | Engeland | Londen |
|                    |       |          | Londen |

### Om plaats 7/8
| 30 juni 2013 10:30 |       |        |        |
| Zuid-Afrika        | 3 – 2 | Spanje | Londen |
|                    |       |        | Londen |

### Om plaats 5/6
| 30 juni 2013 13:00 |       |                  |        |
| Italië             | 0 – 6 | Verenigde Staten | Londen |
|                    |       |                  | Londen |

### Om plaats 3/4
| 30 juni 2013 15:30 |       |       |        |
| Argentinië         | 3 – 2 | China | Londen |
|                    |       |       | Londen |

### Finale
| 30 juni 2013 18:00 |       |           |        |
| Engeland           | 0 – 3 | Australië | Londen |
|                    |       |           | Londen |

## Eindstand en WK-kwalificatie
Voor het wereldkampioenschap plaatsten zich het gastland, de vijf continentale kampioenen en de zes beste, nog niet gekwalificeerde landen van deze halve finale van Hockey World League. In de onderstaande tabel wordt van beide halve finaletoernooien de eindstand gegeven en welke landen zich op basis waarvan plaatsen voor het WK. België greep de laatste plaats ten koste van Italië vanwege een betere plaats op de wereldranglijst die werd opgemaakt direct na afloop van de halve finales.
| Rang | Rotterdam       | Londen           |
| ---- | --------------- | ---------------- |
| 1    | Duitsland *     | Australië *      |
| 2    | Nederland *     | Engeland *       |
| 3    | Zuid-Korea *    | Argentinië *     |
| 4    | Nieuw-Zeeland * | China *          |
| 5    | Japan           | Verenigde Staten |
| 6    | België          | Italië           |
| 7    | India           | Zuid-Afrika      |
| 8    | Chili           | Spanje           |

* Gekwalificeerd voor de finale van de World Hockey League
Gekwalificeerd voor het wereldkampioenschap:
    als gastland
    als continentaal kampioen
    via de Hockey World League